# IC 1480
IC 1480 је двојна звијезда у сазвјежђу Пегаз која се налази на листи објеката дубоког неба у Индекс каталогу.
Деклинација објекта је + 11° 20' 31" а ректасцензија 23h 18m 59,4s.